# مریاسیموو
مریاسیموو (انگلیسی: Mryasimovo) یک شهرک در شهرستان کاراایدلسکی استان باشقیرستان کشور روسیه است.